# Nova Sela (żupania dubrownicko-neretwiańska)
Nova Sela – wieś w Chorwacji, w żupanii dubrownicko-neretwiańskiej, w gminie Kula Norinska. W 2011 roku liczyła 36 mieszkańców.